# От Мациатра
От Матсиатра (на френски: Haute Matsiatra) е един от двадесет и двата региона на Мадагаскар.
- Столица: Фианаратсоа
- Площ: 21 080 км²
- Население (по преброяване през май 2018 г.): 1 447 296 души
- Гъстота на населението: 68,66 души/км²[1]

Регион От Матсиатра е разположен в провинция Фианаратсоа, в южната част на страната. Разделен е на 5 района.